# 2Cellos
2Cellos (Дві Віолончелі) — хорватський дует віолончелістів Луки Шулича (Luka Šulić) та Степана Хаусера, який було створено у 2011 році.
Гурт став відомим завдяки викладеному на YouTube відео кавер-версії пісні Майкла Джексона «Smooth Criminal», яке набрало понад 3 млн переглядів за перші два тижні, а в цілому — понад 31,6 млн переглядів (за даними на 20.02.2019). 12 квітня 2011 року дует підписав контакт із лейблом «Sony Masterworks» і отримав запрошення приєднатися до Елтона Джона в його світовому турне.
Лука Шулич і Степан Хаусер знайомі з юного віку, вони разом відвідували музичну академію в Загребі. Шуліч пізніше вчився в Лондонській Королівської академії музики, а Хаусер — в Королівському Північному коледжі у Манчестері.

## Історія групи
Лука Шулич (народ. 25 серпня 1987 року, Марибор, Словенія) і Степан Хаусер (народ. 15 червня 1986 року, Пула, Хорватія) — музиканти класичної школи. Ще підлітками вони познайомилися на одному з майстер-класів. До того, як об'єднатися в дует, музиканти доволі часто суперничали, виступаючи на музичних конкурсах.
Лука Шулич вчився в Музичній академії в Загребі, потім у Відні; пізніше він вступив до Королівської музичної академії.
Степан Хаусер вчився в Королівському Північному музичному коледжі (Манчестер), а до того — у Триніті-коледжі (Дублін). Дует з'явився на національному телебаченні як The Tonight Show з Джеєм Лено, Шоу Еллен ДеДженерес (двічі впродовж 6 місяців) і на телебаченні Штефан Раб у Німеччині.
Лука Шулич и Степан Хаусер закінчили навчання в 2011 році.
Лука виступав по всьому світу у відомих місцях, включаючи Wigmore Hall Лондона, амстердамський Концертгебау і Віденський Концертгаус. Він виграв серію міжнародних премій, включаючи перший і спеціальний приз на VII Лютославскому Міжнародному конкурсі віолончелістів (Варшава, 2009). Степан теж виступав у всьому світі: в більшості країн Європи, Південної Африки, Нової Зеландії, Азії та США з дебютами у Лондонському Wigmore Hall, Royal Albert Hall, South Bank Centre і амстердамському Концертгебау. Він був останнім учнем Мстислава Ростроповича. У своїй короткій кар'єрі Степан вже був удостоєний першої премії на двадцати одному національних і міжнародних змаганнь і двічі виступав для принца Чарльза у Букінгемському палаці і Сент-Джеймс.
31 січня вони з'явилися як особливо запрошені гості на хіт серіалу «Glee» студії Fox, де виконують «Smooth Criminal» на пам'ять про Майкла Джексона.

## Дискографія

### Студійні альбоми
- 2011 — 2Cellos
- 2012 — In2ition
- 2015 — Celloverse
- 2017 — SCORE

### Концертні альбоми
- 2013 — Live at Arena Zagreb